# ギニアの大統領
ギニアの大統領（ギニアのだいとうりょう、フランス語: Présidents de la République de Guinée）は、ギニア共和国の元首たる大統領である。

## 概要
2021年現在、2021年ギニアクーデターによって憲法が停止されており、クーデター指導部の国家統一開発評議会が作成した「ギニア移行憲章」によって暫定大統領職が設置されている。憲章によると暫定大統領は元首と国軍の最高指揮官を兼ねており、国策の決定を行うものとされている。また暫定首相を解任する権限を持つ。任期（移行期間）は定められていない。
クーデター直前に施行されていた2020年憲法によると、大統領の任期は6年で再選上限は1回（3選禁止）である。また国軍の最高指揮官を兼ねている。同国ではこれまで4つの憲法（改正を含むと6つ）が施行されており、任期および再選上限が変動している。
2021年時点でこれまで公式に大統領の肩書きを用いたのは3人。いずれも3選10年以上の長期政権を率いており、任期途中の死去または辞職している。また大統領選挙による政権交代が起きたことはなく、間に軍部のクーデターが発生しているのが特徴である。

## 歴史
ギニアは1958年のフランス共同体加入の是非を問う住民投票で反対し独立を選んだ。初代大統領には政府評議会副議長（首相）であったセク・トゥーレが就任した。10月の独立時は憲法自体が無かったが、11月10日に国会で採択された通称1958年憲法の規定によると、被立候補権は35歳以上の国民であること、大統領の任期は7年で再選制限は設けなかった。ただしトゥーレは独裁政治を行い、一党制を固持し大統領選挙では他の立候補者を締め出した。また改憲や憲法違反を日常的に行っていたため、現状として1958年憲法の効力はあまりなかった。圧政による人権問題で国内外から批判を受けると、トゥーレは1982年5月14日に新たな憲法を公布した。新憲法の「ギニア人民革命共和国憲法」では人権の尊重なとが盛り込まれたが、大統領の任期は変更されなかった。
トゥーレが大統領在任中のまま1984年に死去すると、憲法の欠員規定に基づき首相が大統領代行を務めた。しかし直後に国軍のランサナ・コンテ大佐がクーデターを起こし、軍政に移行した。コンテは1958年憲法を停止し、国名が元の「ギニア共和国」に戻った。軍政は国民投票を経て1990年12月23日に新たな憲法を公布した。通称1990年憲法では大統領の任期は変更されなかったが、被立候補権の年齢制限が厳しくなり40歳以上70歳以下となった。1993年に同国初となる複数の立候補者による大統領選挙が実施され、コンテが選出されるとともに民政に復帰した。だがコンテはやがて独裁色を強めていき、国民投票を経て2002年5月15日に1990年憲法を改正した。改正では被立候補者権の年齢制限の上限が撤廃され、当時60代後半であったコンテでも続投が可能となった。
2003年大統領選挙でもコンテは再選し、4選が噂されるも2008年に死去した。国民議会議長が代行を宣言するも、翌日には国軍によるクーデターが起こった。クーデター指導者のムサ・ダディス・カマラ大尉はまず1990年憲法を停止し、次に民政への移管を表明した。2009年にカマラが負傷し職務不能となる事件が発生するも、後を継いだセクバ・コナテ准将によって2010年5月7日に新憲法が公布された。通称2010年憲法では長期独裁政権への反省から、任期は5年で再選上限は1回となった。任期は連続している必要はなく、大統領に2選した時点で次の立候補は不可能となる。また被立候補者権が引き下げられ、35歳以上となった。12月の大統領選挙では、これまでの独裁政権・軍政の反体制派知識人のアルファ・コンデが当選した。
コンデは2015年大統領選挙でも再選し、2020年大統領選挙には立候補できない状態にあった。だがコンデは2019年12月に任期の延長を盛り込んだ憲法改正案を提出し、反体制派の抗議の中2020年3月に行われた国民投票では賛成多数となり、4月7日に新憲法が公布された。再選回数に変更はないものの、任期が6年に延長された。またコンデはこの改憲を「再選回数のリセット」として2020年大統領選挙への立候補を強行し、本来不可能であった3選を果たした。反政府運動はさらに激化し、2021年9月のクーデターを招いた。

## 大統領の一覧
ギニア共和国は度重なるクーデターで大統領以外の職位が元首格であることも多く、ここではそれらもまとめて記載した。
| ギニア共和国 (1958-1979)         |                                                  |                          |                 |                         |                                 |                               |                                             |
| 代                               | 大統領                                           | 大統領                   | 所属政党        | 期                      | 在任期間                        | 在任期間                      | 備考                                        |
| 01                               | セク・トゥーレ Ahmed Sékou Touré                 |                          | ギニア民主党    | 1                       | 1958年10月2日 - 1961年          | 20年 + 91日                   |                                             |
| 01                               | セク・トゥーレ Ahmed Sékou Touré                 | 2                        | ギニア民主党    | 1961年 - 1968年         |                                 | 20年 + 91日                   |                                             |
| 01                               | セク・トゥーレ Ahmed Sékou Touré                 | 3                        | ギニア民主党    | 1968年 - 1974年         |                                 | 20年 + 91日                   |                                             |
| 01                               | セク・トゥーレ Ahmed Sékou Touré                 | 4                        | ギニア民主党    | 1974年 - 1979年1月1日   | 国名変更                        | 20年 + 91日                   |                                             |
| ギニア人民革命共和国 (1979-1984) |                                                  |                          |                 |                         |                                 |                               |                                             |
| 代                               | 大統領                                           | 大統領                   | 所属政党        | 期                      | 在任期間                        | 在任期間                      | 備考                                        |
| (1)                              | セク・トゥーレ Ahmed Sékou Touré                 |                          | ギニア民主党    | (4)                     | 1979年1月1日 - 1982年           | 5年 + 85日 （計25年 + 176日） |                                             |
| (1)                              | セク・トゥーレ Ahmed Sékou Touré                 | 5                        | ギニア民主党    | 1982年 - 1984年3月26日  | 在任中に死去                    | 5年 + 85日 （計25年 + 176日） |                                             |
| 0－                              | ルイス・ランサナ・ベアボギ Louis Lasana Beavogui | 5                        |                 | ギニア民主党            | 1984年3月27日 - 1984年4月3日    | 7日                           | 大統領代行 （首相）在任中に辞任             |
| ギニア共和国 (1984-現在)         |                                                  |                          |                 |                         |                                 |                               |                                             |
| 代                               | 大統領                                           | 大統領                   | 所属政党        | 期                      | 在任期間                        | 在任期間                      | 備考                                        |
| 0－                              | ランサナ・コンテ Lansana Conté                   |                          | 無所属 （軍人） | －                      | 1984年4月3日 - 1984年4月5日     | 2日                           | 元首代行 （国家回復軍事委員会委員長）       |
| 02                               | ランサナ・コンテ Lansana Conté                   | 統一進歩党               | －              | 1984年4月5日 - 1993年   | 24年 + 261日                    |                               |                                             |
| 02                               | ランサナ・コンテ Lansana Conté                   | 統一進歩党               | 6               | 1993年 - 1998年         | 24年 + 261日                    |                               |                                             |
| 02                               | ランサナ・コンテ Lansana Conté                   | 統一進歩党               | 7               | 1998年 - 2003年         | 24年 + 261日                    |                               |                                             |
| 02                               | ランサナ・コンテ Lansana Conté                   | 統一進歩党               | 8               | 2003年 - 2008年12月22日 | 24年 + 261日                    | 在任中に死去                  |                                             |
| 0－                              | アブバカル・ソンパレ                             |                          | 8               | 統一進歩党              | 2008年12月22日 - 2008年12月23日 | 1日                           | 大統領代行 （国民議会議長）任期満了前に辞任 |
| 03                               | ムサ・ダディス・カマラ Moussa Dadis Camara       |                          | 無所属 （軍人） | －                      | 2008年12月24日 - 2009年12月3日  | 344日                         | 元首 （国民民主開発評議会議長）職務不能     |
| 0－                              | セクバ・コナテ Sékouba Konaté                    |                          | 無所属 （軍人） | －                      | 2009年12月5日 - 2010年12月21日  | 1年 + 16日                    | 元首代行 （国民民主開発評議会議長代行）     |
| 04                               | アルファ・コンデ Alpha Condé                     |                          | ギニア人民連合  | 9                       | 2010年12月21日 - 2015年         | 10年 + 258日                  |                                             |
| 04                               | アルファ・コンデ Alpha Condé                     | 10                       | ギニア人民連合  | 2015年 - 2020年         |                                 | 10年 + 258日                  |                                             |
| 04                               | アルファ・コンデ Alpha Condé                     | 11                       | ギニア人民連合  | 2020年 - 2021年9月5日   | 任期満了前に辞任                | 10年 + 258日                  |                                             |
| 0－                              | ママディ・ドゥンブヤ Mamady Doumbouya            |                          | 無所属 （軍人） | －                      | 2021年9月5日 - 2021年10月1日    | 188日                         | 元首 （国家統一開発評議会議長）             |
| 0－                              | ママディ・ドゥンブヤ Mamady Doumbouya            | 2021年10月1日 - （現職） | 無所属 （軍人） | －                      | 暫定大統領                      | 188日                         |                                             |